# Barrage de Tankeng
Le barrage de Tankeng est un barrage en Chine. Il est associé à une centrale hydroélectrique de 600 MW.